# Moschea Muradie
La moschea Muradie (in lingua albanese: Xhamia e Muradies) è una moschea di Valona, in Albania. Venne ottenuta apportando modifiche a una chiesa bizantina preesistente, durante la dominazione ottomana. Il celebre architetto Sinān è infatti l'autore dell'aggiunta del minareto datata 1537. Rientra nei monumenti culturali religiosi dell'Albania.

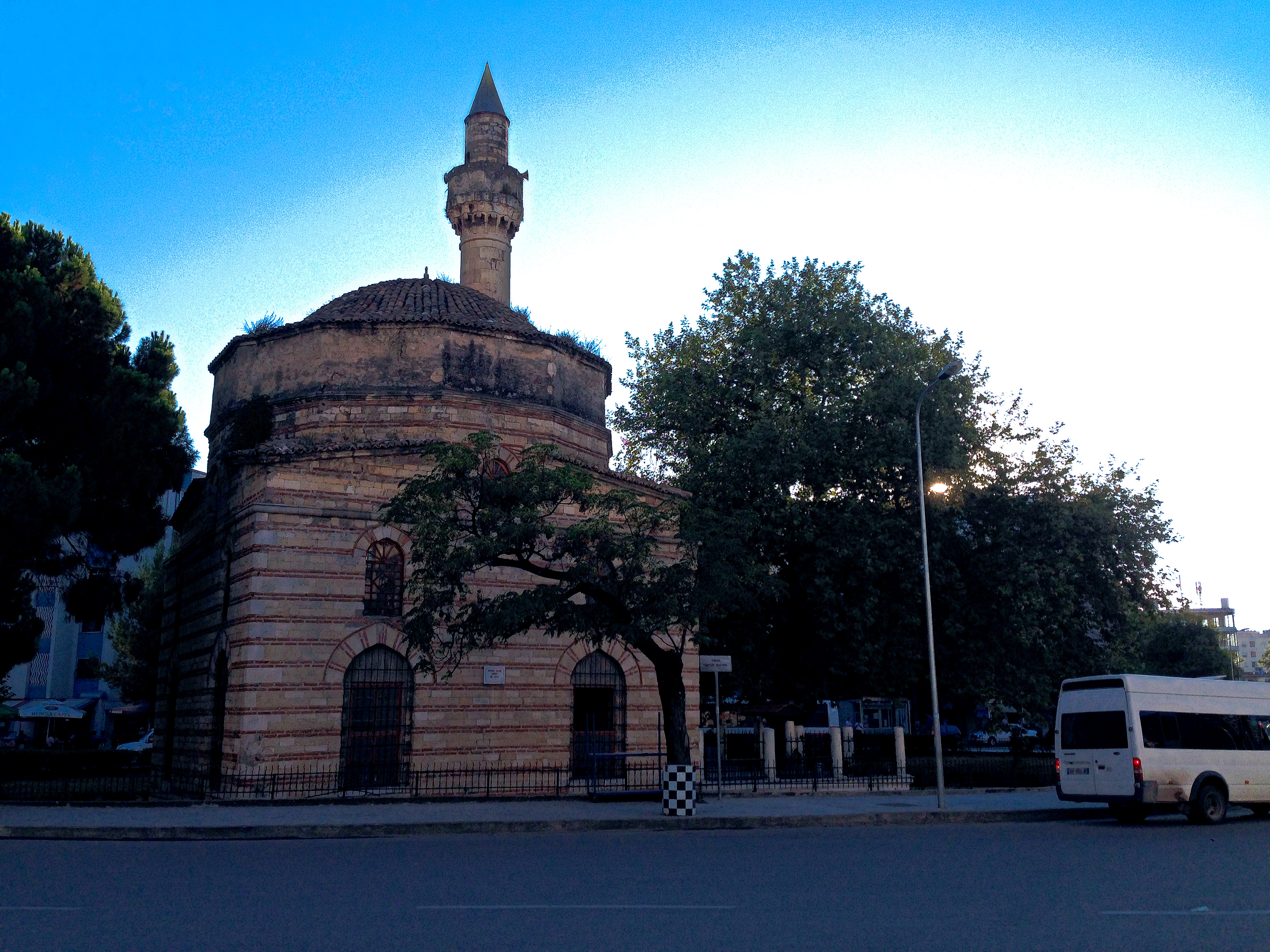
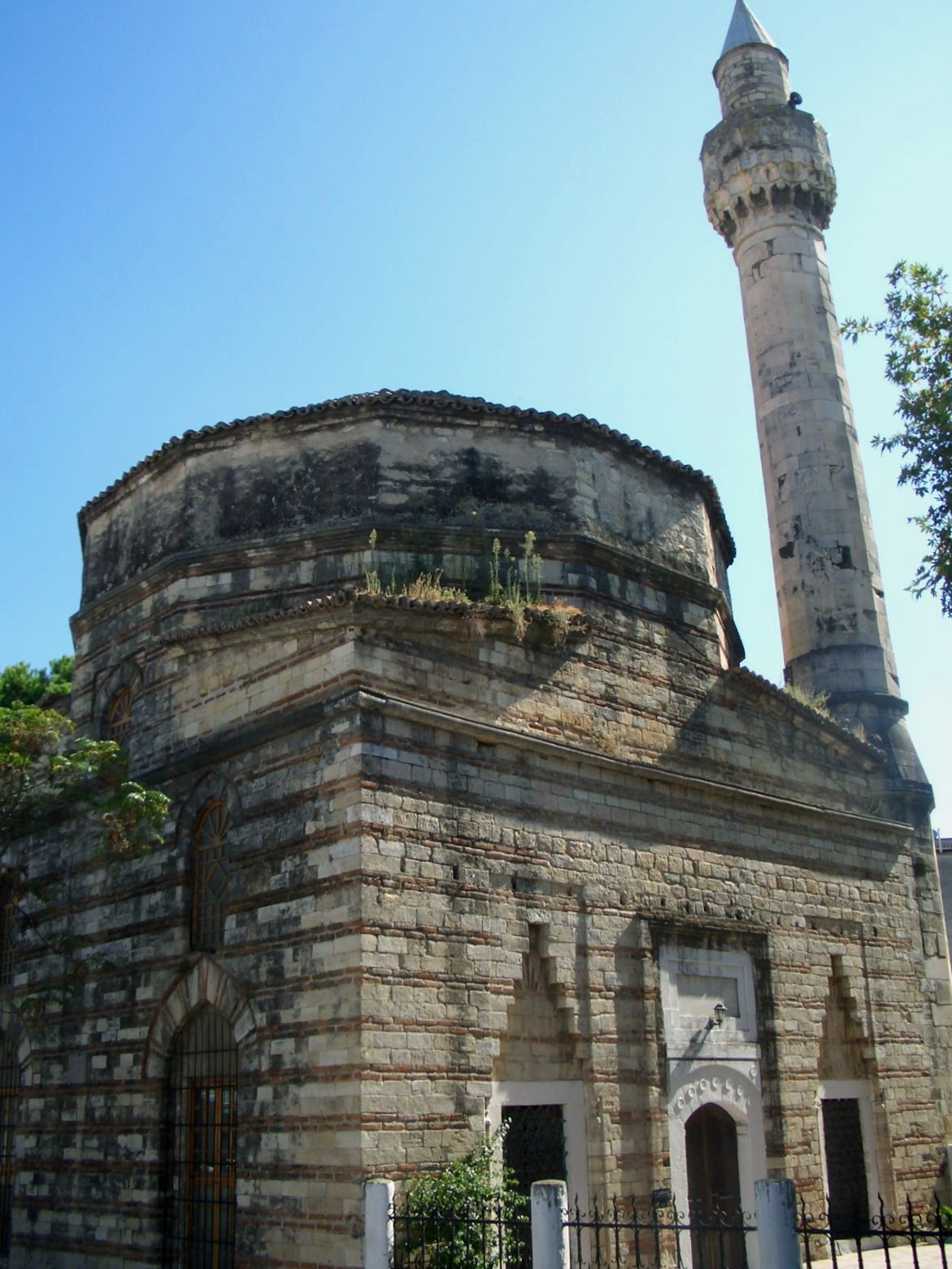
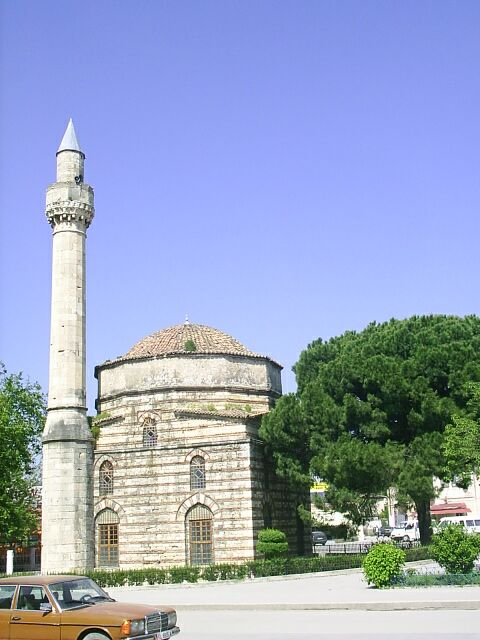